# Coptotermes formosanus
Coptotermes formosanus är en termitart som beskrevs av Tokuichi Shiraki 1909. Coptotermes formosanus ingår i släktet Coptotermes och familjen Rhinotermitidae. Inga underarter finns listade i Catalogue of Life.

## Bildgalleri

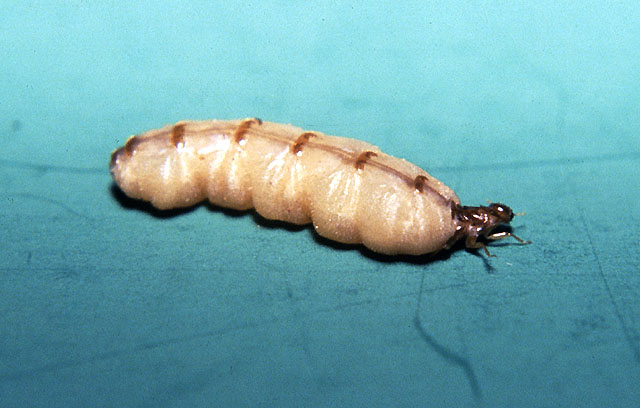
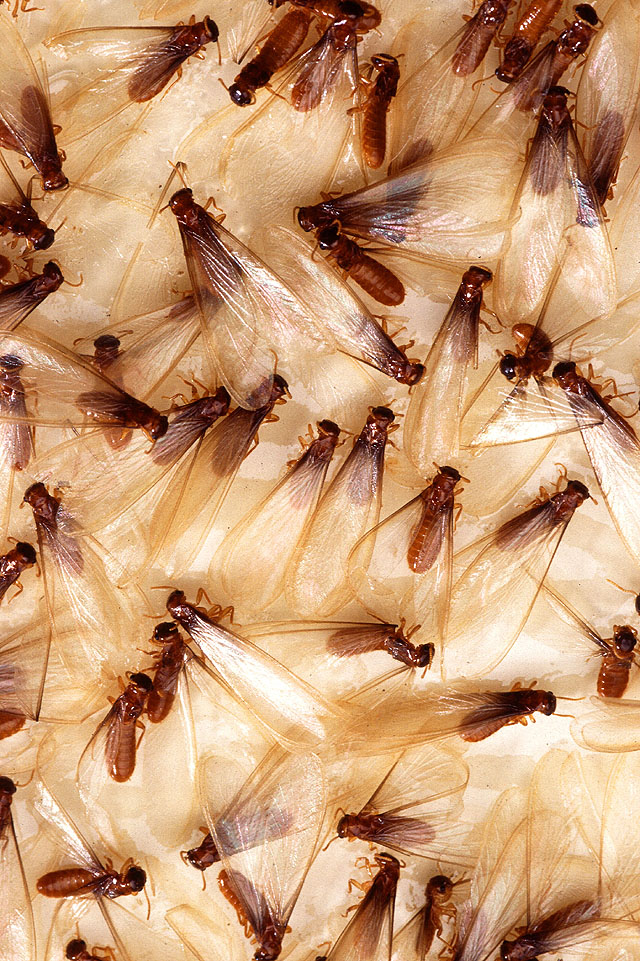
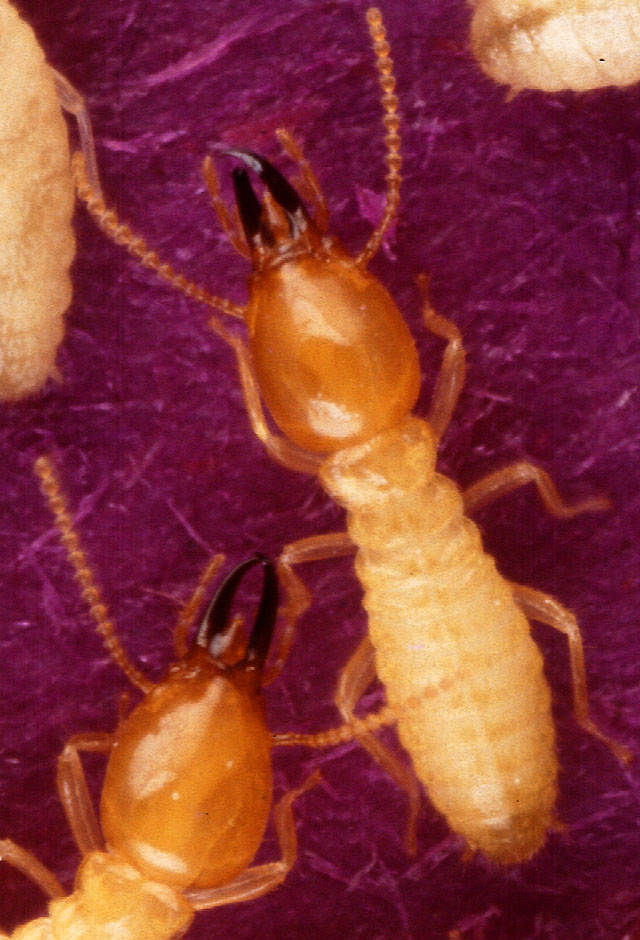
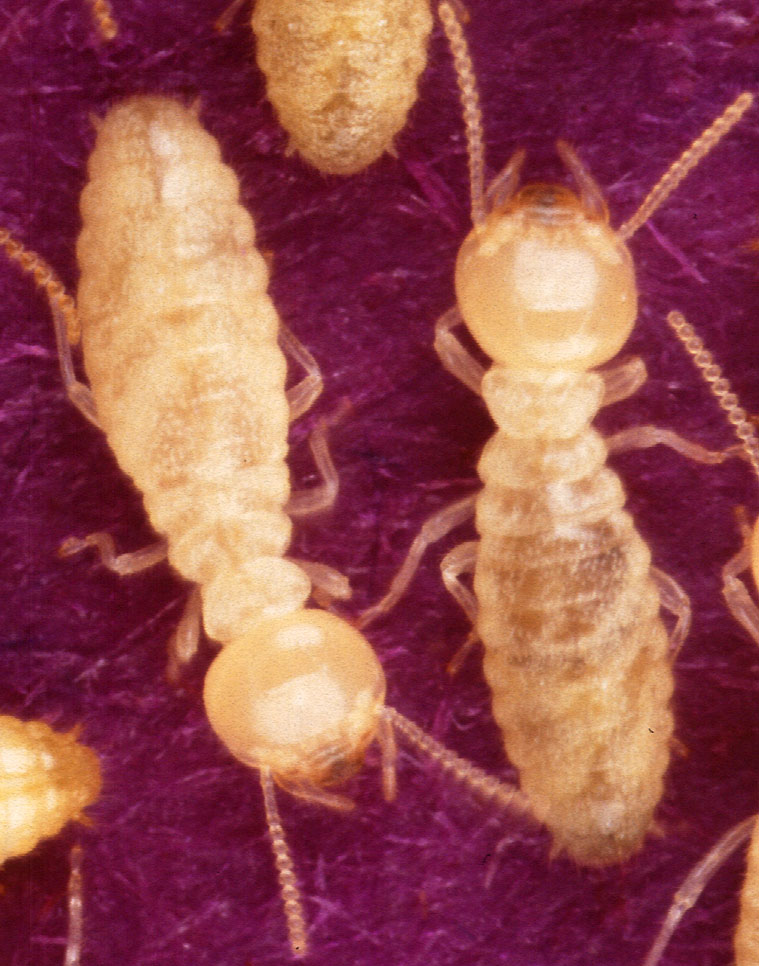